# 蒙多夫莱班
蒙多夫莱班（法語：Mondorf-les-Bains，發音：[mɔ̃dɔʁf le bɛ̃]，發音：[baːt ˈmoːndɔʁf]，發音：[ˈmunəʀəf]）是卢森堡东南部的一个市镇和城镇，属于雷米希县，与法国蒙多夫接壤。
蒙多夫莱班是一个温泉小镇（因此而得名；法语“les-Bains”与德语“Bad”含义均为“浴场”），并且拥有卢森堡唯一的赌场。

## 温泉设施

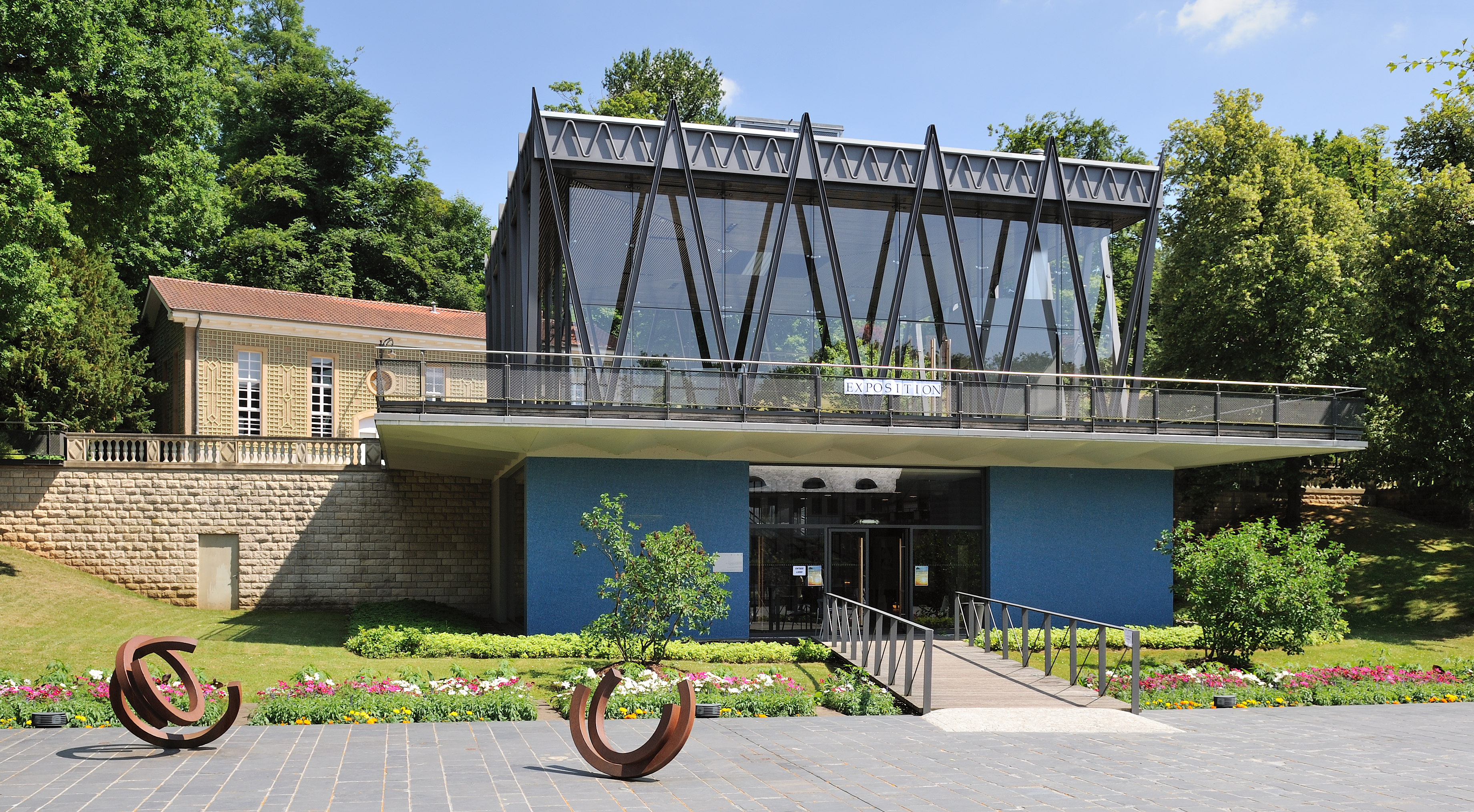
公园中的Kind亭楼

该温泉浴场每年接待数千名游客，富含矿物质的温泉水温24 °C（75 °F）。浴场坐落在一个36公顷（89英亩）的公园中，其设施是欧洲最先进的设施之一。该温泉水特别适合对肝、胃和呼吸系统疾病进行疗养。除了设备齐全的健身馆外，还设有按摩间、桑拿浴室、室内及室外游泳池，日光浴室、土耳其浴室和漩涡浴池。

## 教堂
圣米歇尔教堂是该国最佳的洛可可式建筑之一。教堂内的壁画、圣母怜子图和布道坛备受关注。教堂现在是一栋受保护的建筑，在埃希特纳赫修道院的支持下，于1764年至1766年由尼克·温格希克（Nic Ungeschick）发起建成。路易十五的家具是由在蒙多夫生活和工作的当地雕塑家让·皮埃尔·德克（Jean-Pierre Decker）创作的。阳台上带有音乐标志的的管风琴、忏悔室和圣坛与波希米亚的魏泽尔（Weiser）设计的壁画和谐地融为一体。最初的圣米歇尔教堂建于1065年，但后来多次遭到破坏并进行重建。

## 经济

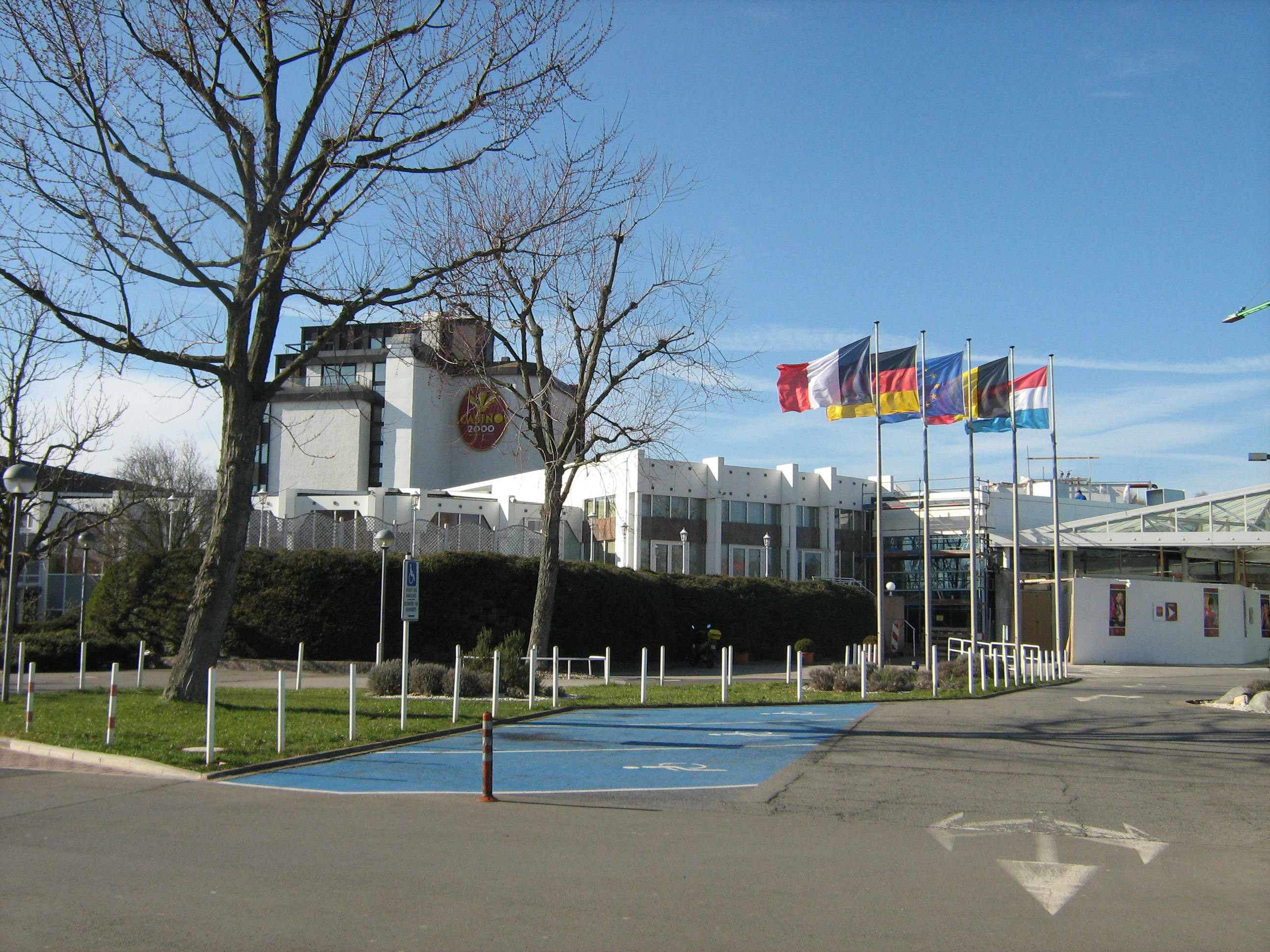
Casino 2000赌场

蒙多夫经济的主要贡献者是作为酒店、餐厅、游戏中心和商务场所的Casino 2000赌场。其他贡献者是该镇的餐馆、游客、手工艺品以及农业和葡萄栽培。

## 姊妹城市
蒙多夫莱班与下列城市为友好关系：
- 德国 巴特洪堡
- 法國 卡堡
- 瑞士 庫爾
- 奥地利 迈尔霍芬
- 義大利 泰拉奇纳
- 葡萄牙 瓦莱迪坎布拉

## 知名人士
- 约翰·格林 (John Grün，1868年 – 1912年)，世上最强壮者
- 奥古斯特·利施 (Auguste Liesch，1874年 – 1949年)，自由派政治家与作家
- 安迪·施莱克 (Andy Schleck，1985年 - )，职业公路自行车选手
- 弗兰克·施莱克 (Fränk Schleck，1980年 - )，职业公路自行车选手